# Cybuster
Cybuster (魔装機神サイバスタ, Masō Kishin Saibasutā) è una serie televisiva anime che è stata trasmessa in Giappone da TV Tokyo fra il 3 maggio 1999 ed il 25 ottobre 1999.

## Trama
La storia è ambientata nell'anno 2040, dopo una catastrofe che ha distrutto Tokyo nel 2029. Il protagonista della storia è Ken Ando, un giovane che si unisce con un'azienda che si sta occupando della ricostruzione di Tokyo, chiamata DC. Un giorno però sulla Terra compare un misterioso robot che attacca il personaggio della DC. L'organizzazione inizia un processo di militarizzazione mentre Ken inizia a scoprire alcuni segreti che si celano dietro la DC.
La storia dell'anime è vagamente ispirata a i personaggi della serie del videogiochi della Banpresto Super Robot Wars.

## Colonna sonora
Sigla di apertura
- Senshi you, Tachiagare cantata da Masaaki Endou

Sigla di chiusura
- Nothing cantata da Hitomi Yaida

## Episodi
| Nº | Giapponese 「Kanji」 - Rōmaji              | In onda           | In onda |
| Nº | Giapponese 「Kanji」 - Rōmaji              | Giapponese        |         |
| 1  | 「風の使者」 - Kaze no shisha              | 3 maggio 1999     |         |
| 2  | 「バルシオン」 - Barushion                 | 10 maggio 1999    |         |
| 3  | 「東京崩壊」 - Tōkyō hōkai                 | 17 maggio 1999    |         |
| 4  | 「ラ・ギアス」 - Ra Giasu                  | 24 maggio 1999    |         |
| 5  | 「武装訓練」 - Busō kunren                 | 31 maggio 1999    |         |
| 6  | 「黒い罠」 - Kuroi wana                    | 7 giugno 1999     |         |
| 7  | 「真実とは?」 - Shinjitsu toha?            | 14 giugno 1999    |         |
| 8  | 「光る土」 - Hikaru tsuchi                 | 21 giugno 1999    |         |
| 9  | 「樹海の攻防」 - Jukai no kōbō             | 28 giugno 1999    |         |
| 10 | 「DC脱走」 - DC dassō                      | 5 luglio 1999     |         |
| 11 | 「バルシオーネ」 - Barushione              | 12 luglio 1999    |         |
| 12 | 「神の十字軍」 - Kami no jūjigun           | 19 luglio 1999    |         |
| 13 | 「風と炎の精霊」 - Kaze to honoo no seirei | 26 luglio 1999    |         |
| 14 | 「プレシオン軍団」 - Pureshion gundan      | 2 agosto 1999     |         |
| 15 | 「戦火の翼」 - Senka no tsubasa            | 9 agosto 1999     |         |
| 16 | 「裏切りの谷」 - Uragiri no tani           | 16 agosto 1999    |         |
| 17 | 「MBH砲」 - MBH hō                         | 23 agosto 1999    |         |
| 18 | 「グランゾン」 - Guranzon                  | 30 agosto 1999    |         |
| 19 | 「水の魔装機神」 - Mizu no ma sō ki kami   | 6 settembre 1999  |         |
| 20 | 「湖底の罠」 - Kotei no wana               | 13 settembre 1999 |         |
| 21 | 「和睦」 - Waboku                          | 20 settembre 1999 |         |
| 22 | 「望郷」 - Bōkyō                           | 27 settembre 1999 |         |
| 23 | 「ザムジード」 - Zamujido                  | 4 ottobre 1999    |         |
| 24 | 「マサキ」 - Masaki                        | 11 ottobre 1999   |         |
| 25 | 「異空間突破」 - Ikūkan toppa              | 18 ottobre 1999   |         |
| 26 | 「激突」 - Gekitotsu                       | 25 ottobre 1999   |         |